# Metal nativo

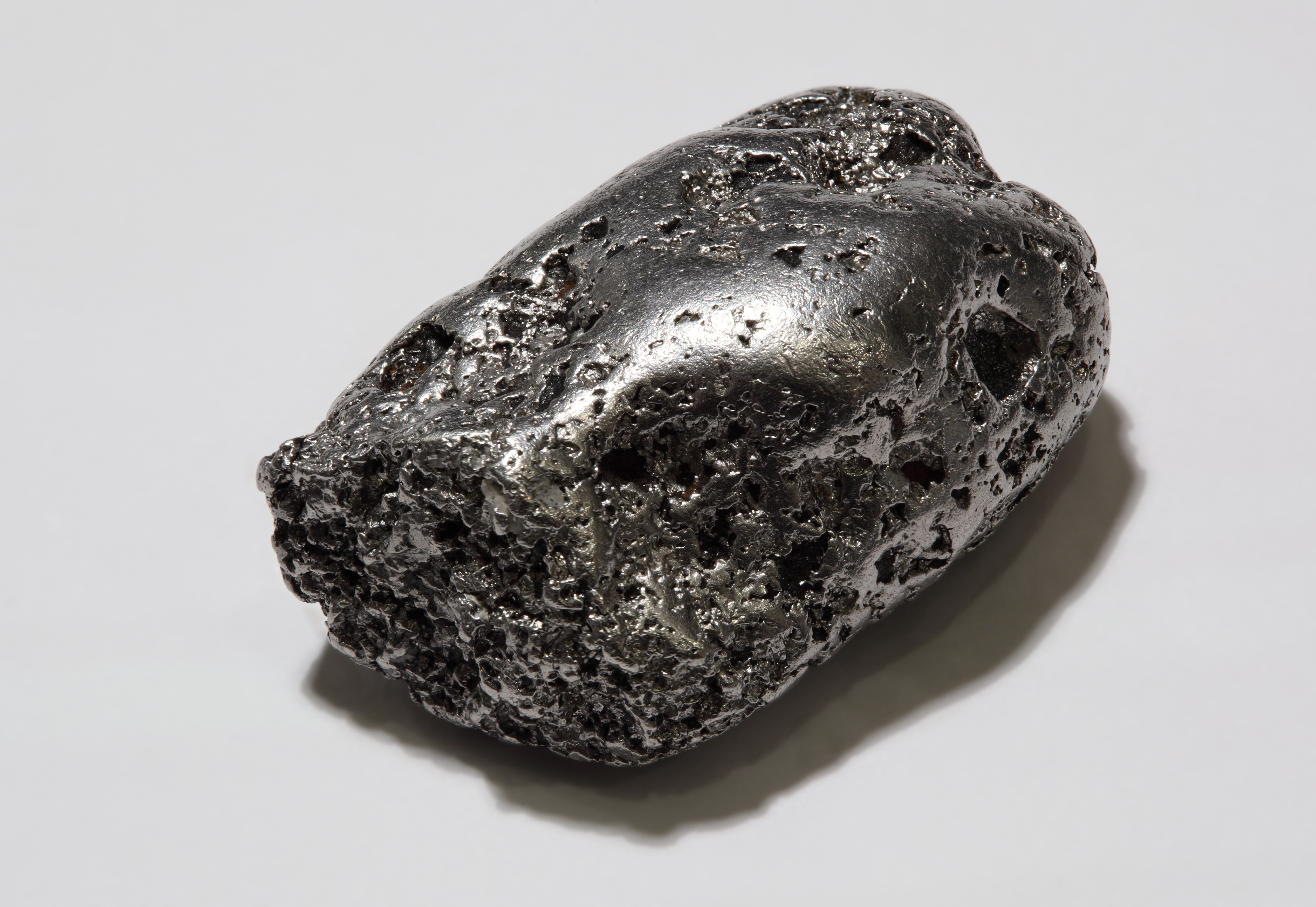
Pepita de platina nativa extraída em uma mina do Krai de Khabarovsk, Rússia. 35 × 23 × 14 mm, e cerca de 112g

Metal nativo ou metal livre é um elemento químico metálico quando encontrado no estado não-oxidado. O ouro, prata, cobre e Platina são metais que podem ser encontrados na sua forma pura na natureza. Metais nativos são utilizados desde a Era do Cobre e a partir da Era do Bronze na confecção de ligas. Também foram utilizados no Egito, Mesoamérica e outros locais na confecção de joias.